# Сделката на доктор Парнасъс
„Сделката на доктор Парнасъс“ (на английски: The Imaginarium of Doctor Parnassus) е филм на режисьора Тери Гилиъм по сценарий на Гилиъм и Чарлс Маккиън. Историята разказва за доктор Парнасъс, управител на пътуваща театрална трупа, който сключва сделка с Дявола, получавайки възможността да пренася членове на публиката през магическо огледало и да изследва въображението им.
Във филма участват Хийт Леджър, Кристофър Плъмър, Лили Коул и Том Уейтс, при все че смъртта на Леджър при завършена една трета от снимачния процес налага временно прекратяване на продукцията. Ролята е допълнена от Джони Деп, Джуд Лоу и Колин Фарел, които играят „физически трансформирани разновидности“ на персонажа, докато същият пътува през фантастичните светове.
Филмът участва извън състезателната програма на 62-рия филмов фестивал в Кан, а дебюта си в САЩ прави на 25 декември 2009 г. Получава две номинации за Оскар в категориите „Най-добра художествена режисура“ и „Най-добри костюми“.

## Сюжет
В наши дни безсмъртният хилядолетен доктор Парнасъс (Кристофър Плъмър) оглавява пътуваща театрална трупа, включваща експертът илюзионист Антон (Андрю Гарфийлд) и джуджето Пърси (Върн Тройър), която предлага на членове на публиката възможността да прекрачат отвъд реалността чрез магическо огледало, собственост на Парнасъс. Парнасъс управлява човешкото въображение с помощта на сделка, сключена с Дявола (Том Уейтс), който идва за своята част от споразумението, прицелвайки се в дъщерята на доктора – Валентина (Лили Коул). Трупата, към която се присъединява мистериозен аутсайдер на име Тони (изигран от Хийт Леджър, Джони Деп, Джуд Лоу и Колин Фарел) предприема пътешествие през паралелните светове с цел да спаси момичето.

## В ролите
- Хийт Леджър, Джони Деп, Джуд Лоу и Колин Фарел в ролята на Тони, мистериозен аутсайдер, който се присъединява към трупата
- Кристофър Плъмър в ролята на доктор Парнасъс, хилядолетен управител на пътуваща театрална трупа
- Андрю Гарфийлд в ролята на илюзиониста Антон
- Върн Тройър в ролята на джуджето Пърси
- Лили Коул в ролята на Валентина, дъщерята на доктор Парнасъс
- Том Уейтс в ролята на г-н Ник, Дяволът